# Ojrzanów (Łódź)
Pour les articles homonymes, voir Ojrzanów.
Ojrzanów est une localité polonaise de la gmina d'Ujazd, située dans le powiat de Tomaszów Mazowiecki en voïvodie de Łódź.